# تيريل أشكروفت
تيريل أشكروفت (بالإنجليزية: Tyrell Ashcroft)‏ هو لاعب كرة قدم بريطاني، ولد في 7 مارس 2002 في إنجلترا في المملكة المتحدة.

## وصلات خارجية
- تيريل أشكروفت على موقع قاعدة بيانات كرة القدم.إي يو (الإنجليزية)
- تيريل أشكروفت على موقع Soccerway.com (الإنجليزية)